# سجم عكا
سجم عكا كانت في الأصل سفينة إنزال دبابات من فئة إل إس تي-1 باسم يو إس إس إل إس تي-178 في البحرية الأمريكية خلال الحرب العالمية الثانية. انتقلت لاحقًا إلى البحرية الملكية وأطلق عليها اسم إتش إم إس إل إس تي-178. ثم انتقلت أخيرًا إلى البحرية المصرية في 1946، وتغير اسمها إلى عكا.

## بناؤها وتدشينها
بدأت شركة جسر ميسوري في بناء إل إس تي-178 في 6 فبراير 1943، إيفانسفيل، إنديانا. ودُشنت السفينة في 23 مايو 1943 ودخلت الخدمة في 21 يونيو 1943، وتولى الملازم أول لويس إل. برنارد أول قيادتها.

### خدمتها في البحرية الأمريكية
كُلفت إل إس تي-178 بالعمل في مسارح أوروبا وأفريقيا والشرق الأوسط خلال الحرب العالمية الثانية. وشاركت في قافلة يو جي إس-36 في 1 أبريل 1944.
شاركت أيضًا في غزو جنوب فرنسا من 15 أغسطس إلى 25 سبتمبر 1944.
ثم انتقلت السفينة إلى البحرية الملكية بعد إيقاف تشغيلها في 24 ديسمبر 1944.

### خدمتها في البحرية الملكية
دخلت إتش إم إس إل إس تي-178 في خدمة البحرية الملكية في 24 ديسمبر 1944.
أبحرت إتش إم إس إل إس تي-178 إلى باتراس باليونان محملة بأفراد الجيش والمركبات المتجهة إلى كورفو في 24 فبراير 1945. في نفس اليوم، وقع انفجاران على متن السفينة، أحدهما في المقدمة وتبعه انفجار آخر على ميسرة المؤخرة. ومع ذلك، تمكنت السفينة من العودة إلى باتراس معتمدة على قوتها.
بعد إجراء فحص دقيق وإصلاحها، أُعلن عن فقدانها بالكامل، ثم قُطرت إلى مصر. خرجت السفينة من خدمة البحرية الملكية في 28 مايو 1945.

### خدمتها في البحرية المصرية
اشترت البحرية المصرية السفينة في نوفمبر 1946 وأعادت تسميتها «سجم عكا».
أغرق سلاح الجو الملكي السفينة عكا بينما كانت تستعد للإبحار بالقرب من بحيرة التمساح لاستخدامها كحاجز لغلق قناة السويس أثناء العدوان الثلاثي في 1 نوفمبر 1956. أُعيد لاحقًا تعويمها وإرساءها على الشاطئ لتُهجر من بعدها.

## جوائزها
حصلت السفينة على الأوسمة التالية خلال خدمتها في البحرية الأمريكية والملكية:
- وسام الحملة الأمريكية
- وسام حملة أوروبا وأفريقيا والشرق الأوسط (2 نجمة معركة)
- وسام النصر في الحرب العالمية الثانية
- وسام الخدمة الوظيفية البحرية (إبزيم آسيا)

## معلومات المراجع
- وزارة الخزانة (1962). Treasury Decisions Under the Customs, Internal Revenue, Industrial Alcohol, Narcotic and Other Laws, Volume 97. U.S. Government Printing Office. مؤرشف من الأصل في 2023-09-18.
- Moore، Capt. John (1984). Jane's Fighting Ships 1984-85. Jane's Information Group. ISBN:978-0710607959.
- Saunders، Stephen (2009). Jane's Fighting Ships 2009-2010. Jane's Information Group. ISBN:978-0710628886.
- Fairplay International Shipping Journal Volume 222. United Kingdom: Fairplay Publishing Limited. 1967. مؤرشف من الأصل في 2021-11-11.